# Alchemilla pedata
Alchemilla pedata är en rosväxtart som beskrevs av Ferdinand von Hochstetter och Achille Richard. Alchemilla pedata ingår i släktet daggkåpor, och familjen rosväxter. Utöver nominatformen finns också underarten A. p. gracilipes.